# Illhaeusern
Illhaeusern (prononcé [ilœjzəʁn] ou [ilhœjzəʁn]) [Ìllhisre en alsacien] est une commune française située dans la circonscription administrative du Haut-Rhin et, depuis le 1er janvier 2021, dans le territoire de la Collectivité européenne d'Alsace, en région Grand Est.
Cette commune se trouve dans la région historique et culturelle d'Alsace.

## Géographie
La commune est située dans la plaine d'Alsace, au confluent de l'Ill et de la Fecht, à 15 km au nord de Colmar, 20 km au nord-est de Riquewihr et 20 km au sud-est du château du Haut-Koenigsbourg.
Illhaeusern signifie en allemand : « les maisons de l'Ill ».
| Guémar |             | Ohnenheim Bas-Rhin |
|        | Illhaeusern | Elsenheim Bas-Rhin |
| Colmar |             | Grussenheim        |

### Cours d'eau
Les cours d'eau traversant le village sont :
- l'Ill ;
- la Fecht ;
- le ruisseau Bennwasser[2] qui est un affluent de l'Oberriedgraben[3].

### Hydrographie

#### Réseau hydrographique
La commune est dans le bassin versant du Rhin au sein du bassin Rhin-Meuse. Elle est drainée par l'Ill, la Fecht, le ruisseau l'Orchbach, le Brunnenwasser, le Neugraben, le Riedbrunnen, le ruisseau Bennwasser, le Breitbrunnenwasser, le Scheidgraben et le Spitzbrunnen,,.
L'Ill, d'une longueur de 217 km, prend sa source dans la commune de Winkel et se jette  dans le Grand Canal d'Alsace à Offendorf, après avoir traversé 68 communes. 

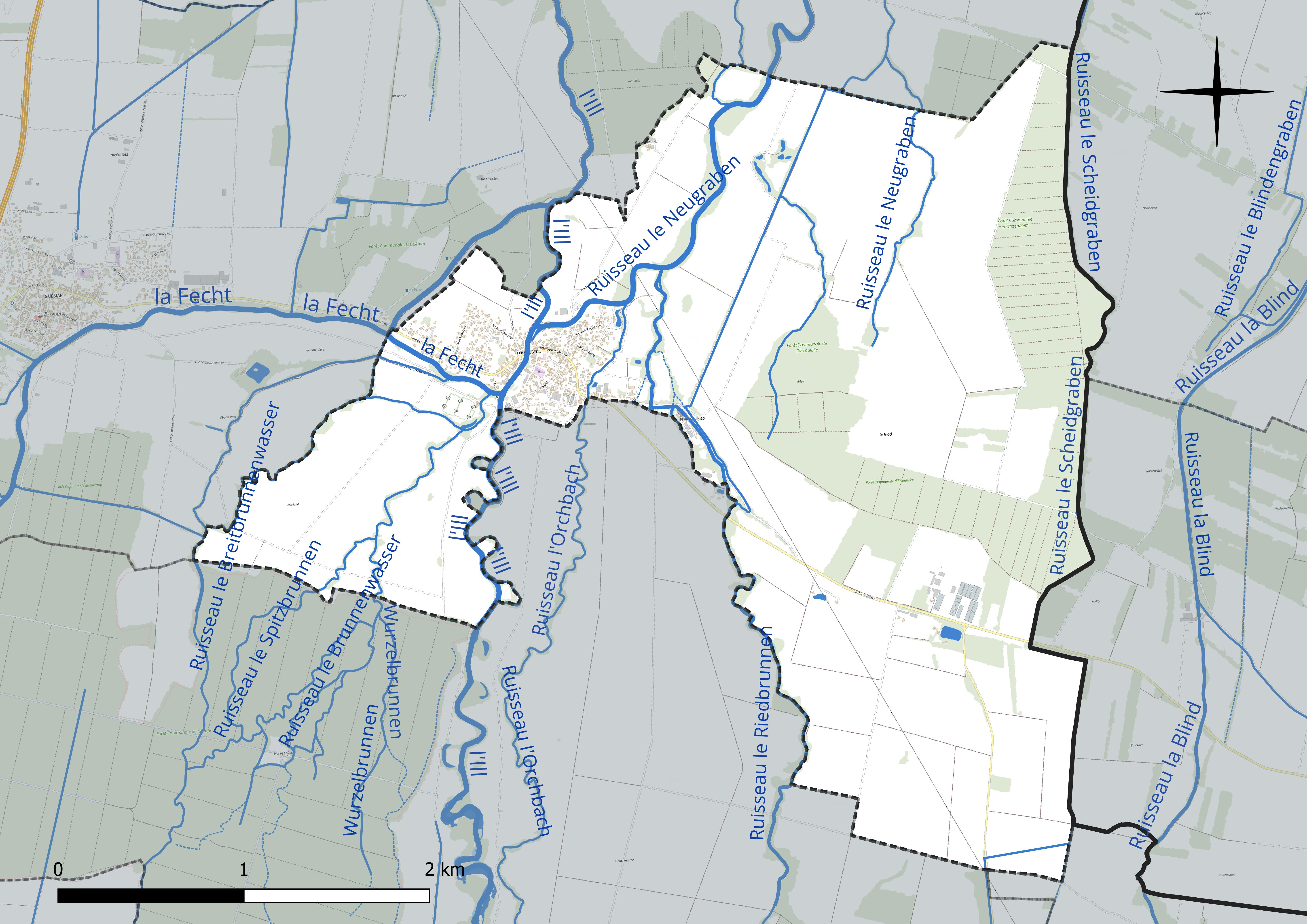
Réseau hydrographique d'Illhaeusern.

La Fecht, d'une longueur de 49 km, prend sa source dans la commune de Metzeral et se jette  dans l'Ill sur la commune, après avoir traversé 19 communes. 
L'Orchbach, d'une longueur de 10 km, prend sa source dans la commune de Porte du Ried et se jette  dans le Neugraben sur la commune, après avoir traversé trois communes. 

#### Gestion et qualité des eaux
Le territoire communal est couvert par le schéma d'aménagement et de gestion des eaux (SAGE) « Ill Nappe Rhin ». Ce document de planification concerne la nappe phréatique rhénane, les cours d'eau de la plaine d'Alsace et du piémont oriental du Sundgau, les canaux situés entre l'Ill et le Rhin et les zones humides de la plaine d'Alsace. Le périmètre s’étend sur 3 596 km2. Il a été approuvé le 17 janvier 2005. La structure porteuse de l'élaboration et de la mise en œuvre est la région Grand Est. 
La qualité des cours d’eau peut être consultée sur un site dédié géré par les agences de l’eau et l’Agence française pour la biodiversité. 

### Climat
Pour des articles plus généraux, voir Climat du Grand Est et Climat du Haut-Rhin.
En 2010, le climat de la commune est de type climat océanique altéré, selon une étude du Centre national de la recherche scientifique s'appuyant sur une série de données couvrant la période 1971-2000. En 2020, Météo-France publie une typologie des climats de la France métropolitaine dans laquelle la commune est exposée à un climat semi-continental et est dans la région climatique  Alsace, caractérisée par une pluviométrie faible, particulièrement en automne et en hiver, un été chaud et bien ensoleillé, une humidité de l’air basse au printemps et en été, des vents faibles et des brouillards fréquents en automne (25 à 30 jours). 
Pour la période 1971-2000, la température annuelle moyenne est de 10,5 °C, avec une amplitude thermique annuelle de 17,8 °C. Le cumul annuel moyen de précipitations est de 570 mm, avec 7,6 jours de précipitations en janvier et 8,9 jours en juillet. Pour la période 1991-2020, la température moyenne annuelle observée sur la station météorologique de Météo-France la plus proche, « Bergheim-Inra », sur la commune de Bergheim à 6 km à vol d'oiseau, est de 11,3 °C et le cumul annuel moyen de précipitations est de 664,4 mm. 
La température maximale relevée sur cette station est de 38,9 °C, atteinte le 13 août 2003 ; la température minimale est de −16,9 °C, atteinte le 20 décembre 2009,,. 
Les paramètres climatiques de la commune ont été estimés pour le milieu du siècle (2041-2070) selon différents scénarios d'émission de gaz à effet de serre à partir des nouvelles projections climatiques de référence DRIAS-2020. Ils sont consultables sur un site dédié publié par Météo-France en novembre 2022.

## Urbanisme

### Typologie
Au 1er janvier 2024, Illhaeusern est catégorisée commune rurale à habitat dispersé, selon la nouvelle grille communale de densité à sept niveaux définie par l'Insee en 2022.
Elle est située hors unité urbaine. Par ailleurs la commune fait partie de l'aire d'attraction de Colmar, dont elle est une commune de la couronne,. Cette aire, qui regroupe 95 communes, est catégorisée dans les aires de 50 000 à moins de 200 000 habitants,.

### Occupation des sols
L'occupation des sols de la commune, telle qu'elle ressort de la base de données européenne d’occupation biophysique des sols Corine Land Cover (CLC), est marquée par l'importance des territoires agricoles (76,9 % en 2018), une proportion sensiblement équivalente à celle de 1990 (76,4 %). La répartition détaillée en 2018 est la suivante : 
terres arables (58,3 %), zones agricoles hétérogènes (18,6 %), forêts (17,4 %), zones urbanisées (5,7 %). L'évolution de l’occupation des sols de la commune et de ses infrastructures peut être observée sur les différentes représentations cartographiques du territoire : la carte de Cassini (XVIIIe siècle), la carte d'état-major (1820-1866) et les cartes ou photos aériennes de l'IGN pour la période actuelle (1950 à aujourd'hui).

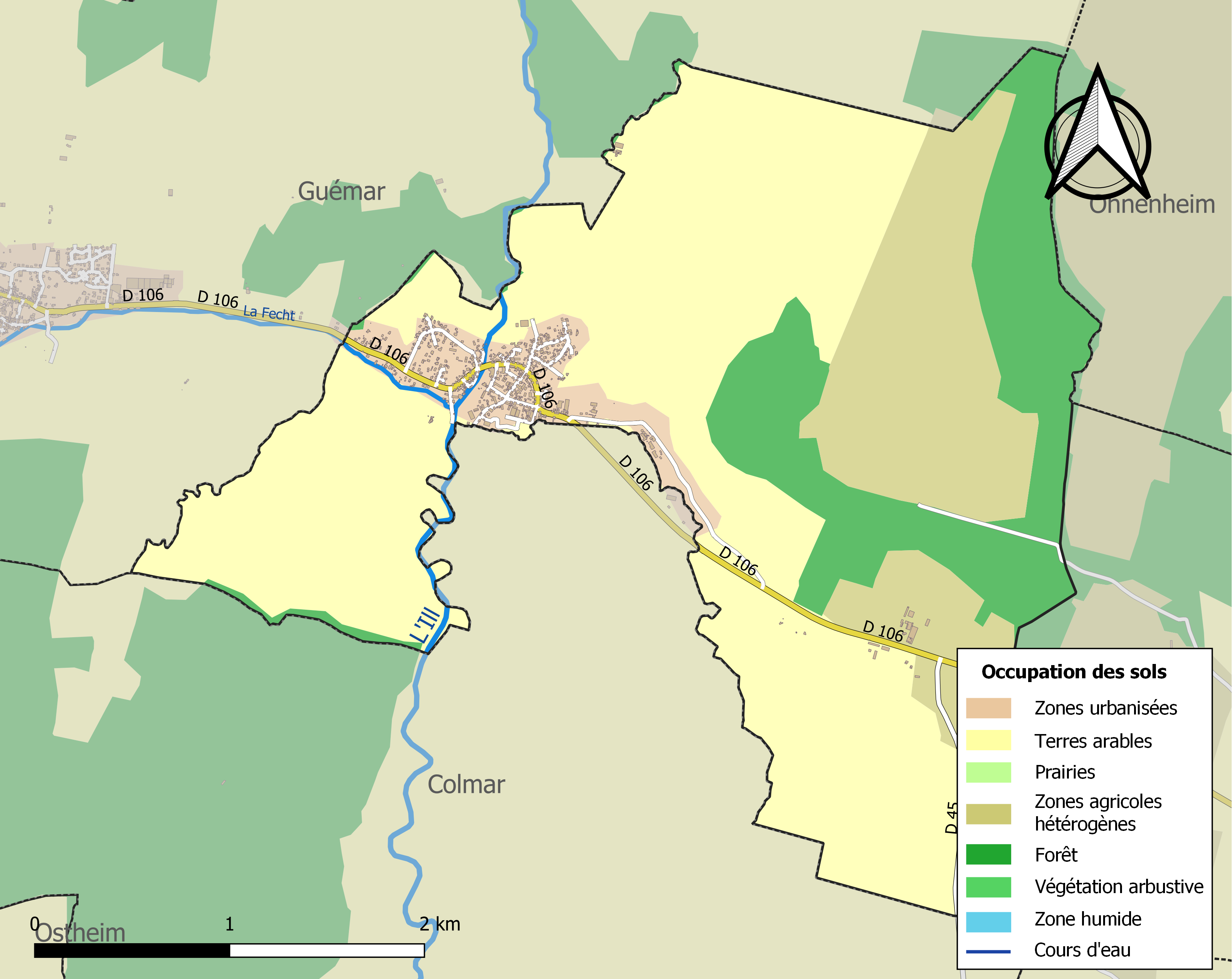
Carte des infrastructures et de l'occupation des sols de la commune en 2018 (CLC).

## Histoire
Ce village doit son origine à des pêcheurs, qui s'y établirent au XVe siècle au confluent de l'Ill et de la Fecht. La mention « zu den Hüseren an der Yllen » (les maisons près de l'Ill) se trouve dans une charte de 1482. La première mention parle d’un pont suspendu sur l’Ill vers 1300, mais le village n'est mentionné la première fois qu'en 1482 comme un bourg de pêcheurs. Les habitants étaient essentiellement des bateliers et transportaient des marchandises, notamment du vin et des céréales vers Strasbourg. Sur la carte de Speckle établie en 1576, on découvre un clocher mentionné sur Illhaeusern, peut-être une ancienne chapelle ? Une chapelle fut construite en 1728, qui sera démolie en 1862. En 1748 la chapelle est inaugurée et fera partie comme annexe de Guémar. Un office y est célébré les dimanches et jours de fêtes.
À la Révolution en 1795, le village est rattaché au département du Haut-Rhin et au canton de Riquewihr. Cette situation prévaudra jusqu'en 1802 année où il passa au canton de Ribeauvillé. Le village comptait alors 455 habitants.
Le village conquiert son autonomie en mai 1833. Il sera pratiquement détruit en décembre 1944 lors des combats de la poche de Colmar. Le village est finalement libéré le 25 janvier 1945.
La commune a été décorée, le 12 février 1949, de la Croix de guerre 1939-1945.
Depuis le XIXe siècle, la pêche et la batellerie n'ont cessé de décliner, mais le village entend maintenir le souvenir de ces activités par diverses festivités, telles que la fête de la friture et des bateliers, ou les promenades en barque. Illhaeusern est aujourd'hui un des hauts lieux de la gastronomie française.

### Héraldique
| Blason d'Illhaeusern | Les armes d'Illhaeusern se blasonnent ainsi : « De sinople à une truite d'argent posée en pal, versée et contournée, tachée de 6 cercles de gueules alignés le long du flanc. » |

## Politique et administration

### Budget et fiscalité 2015

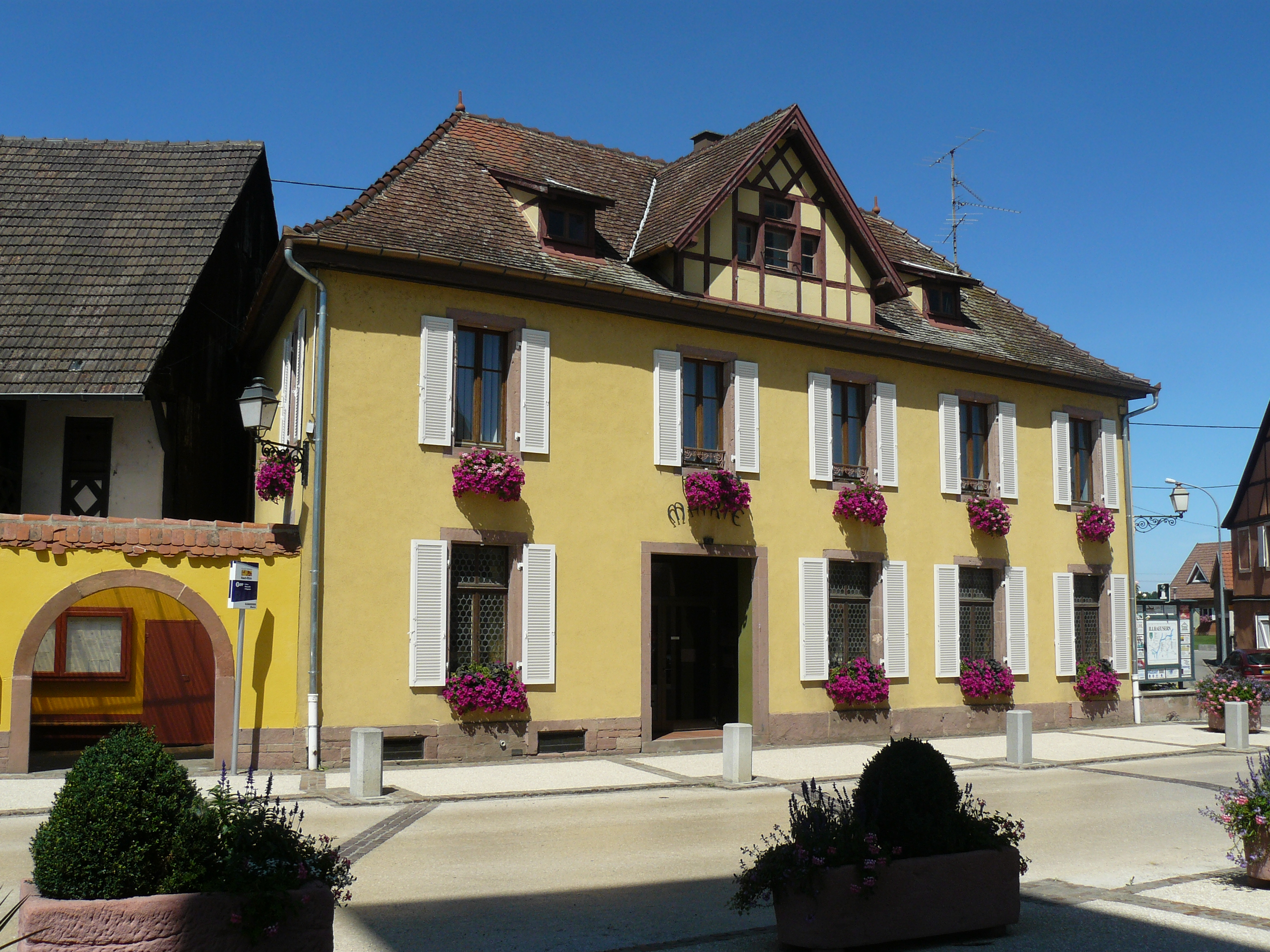
L'hôtel de ville.

En 2015, le budget de la commune était constitué ainsi :
- total des produits de fonctionnement : 483 000 €, soit 705 € par habitant ;
- total des charges de fonctionnement : 406 000 €, soit 593 € par habitant ;
- total des ressources d'investissement : 69 000 €, soit 101 € par habitant ;
- total des emplois d'investissement : 163 000 €, soit 238 € par habitant ;
- endettement : 192 000 €, soit 280 € par habitant.

Avec les taux de fiscalité suivants :
- taxe d'habitation : 12,51 % ;
- taxe foncière sur les propriétés bâties : 5,72 % ;
- taxe foncière sur les propriétés non bâties : 45,97 % ;
- taxe additionnelle à la taxe foncière sur les propriétés non bâties : 50,60 % ;
- cotisation foncière des entreprises : 16,36 %.

### Liste des maires
| Période                                  | Période   | Identité          | Étiquette | Qualité |
| ---------------------------------------- | --------- | ----------------- | --------- | --- |
| mars 1989                                | mars 2001 | Jean-Paul Meinrad | RPR       | Agriculteur, maire honoraire Président du lycée agricole et viticole de Rouffach Conseiller régional d'Alsace (1986 → 1998) |
| mars 2001                                | mai 2020  | Bernard Herzog    |           | Gérant de société, maire honoraire (2021)                                                                                   |
| mai 2020                                 | En cours  | Jean-Claude Hirn  |           | Retraité |
| Les données manquantes sont à compléter. |           |                   |           | |

## Démographie
L'évolution du nombre d'habitants est connue à travers les recensements de la population effectués dans la commune depuis 1793. Pour les communes de moins de 10 000 habitants, une enquête de recensement portant sur toute la population est réalisée tous les cinq ans, les populations de référence des années intermédiaires étant quant à elles estimées par interpolation ou extrapolation. Pour la commune, le premier recensement exhaustif entrant dans le cadre du nouveau dispositif a été réalisé en 2006.

En 2022, la commune comptait 719 habitants, en évolution de +4,05 % par rapport à 2016 (Haut-Rhin : +0,66 %, France hors Mayotte : +2,11 %).
| 1793 | 1800 | 1806 | 1821 | 1831 | 1836 | 1841 | 1846 | 1851 |
| ---- | ---- | ---- | ---- | ---- | ---- | ---- | ---- | ---- |
| 346  | 450  | 533  | 627  | 726  | 686  | 683  | 676  | 686  |

| 1856 | 1861 | 1866 | 1871 | 1875 | 1880 | 1885 | 1890 | 1895 |
| ---- | ---- | ---- | ---- | ---- | ---- | ---- | ---- | ---- |
| 598  | 628  | 680  | 647  | 579  | 593  | 568  | 596  | 582  |

| 1900 | 1905 | 1910 | 1921 | 1926 | 1931 | 1936 | 1946 | 1954 |
| ---- | ---- | ---- | ---- | ---- | ---- | ---- | ---- | ---- |
| 576  | 570  | 538  | 561  | 534  | 519  | 513  | 410  | 453  |

| 1962 | 1968 | 1975 | 1982 | 1990 | 1999 | 2006 | 2011 | 2016 |
| ---- | ---- | ---- | ---- | ---- | ---- | ---- | ---- | ---- |
| 481  | 488  | 517  | 557  | 578  | 646  | 711  | 676  | 691  |

| 2021 | 2022 | - | - | - | - | - | - | - |
| ---- | ---- | - | - | - | - | - | - | - |
| 723  | 719  | - | - | - | - | - | - | - |

## Lieux et monuments

### Église Saint-Pierre-et-Saint-Paul
Le premier édifice religieux d'Illhaeusern semble avoir été une chapelle construite en 1728 aux frais de la commune et bénie en 1748. La paroisse est rattachée à l'époque à celle de sa commune voisine, Guémar. En 1861, la commune indépendante depuis 1833 fait construire une église dédiée à saint Pierre et saint Paul. Pendant la Seconde Guerre mondiale, le clocher sert de poste d'observation aux Allemands. Des obus tombent sur l'église en décembre 1944.
L'orgue de Curt Schwenkedel est de 1961. Il a remplacé l'orgue de Claude-Ignace Callinet, construit en 1868, qui a été détruit par l’incendie de 1945. Le retable a été réalisé par Christoff Baron en 2008.

### Les vitraux de l'église
Ils ont été réalisés par l'atelier parisien « Artisans du sanctuaire », à partir des dessins de P. Potet.

### Les fonts baptismaux (XVIIIesiècle)
Les fonts baptismaux proviennent fort probablement de la chapelle élevée en 1728, remplacée en 1862 par une nouvelle église paroissiale (détruite en 1944). Le diamètre extérieur de la cuve est de 65 cm. Sont présentes des sculptures en feuilles d'acanthe. 

### Chapelle protestante
La paroisse protestante d''Illhaeusern fait partie de la paroisse d'Ostheim. Édifiée en 1868 grâce à la générosité des paroissiens, la chapelle protestante est endommagée durant la Seconde Guerre mondiale. Elle est donc reconstruite en 1952 grâce aux indemnités de guerre, sous la direction de l'architecte Herrenschmidt, de Strasbourg.

### Les sites de mémorial
- Monuments commémoratifs[44].
- Vestige de la Seconde Guerre mondiale, un char M10 est visible au bord de la route départementale D 106[45].

### Moulin
Le moulin appelé « Riedmuhl » est situé au sud-est à l'extérieur du village, au bord de la rivière phréatique « Riedbrunnen ».
Depuis 1469, un moulin est cité à cet endroit, comme propriété des seigneurs de Ribeaupierre. Jusqu'en 1695, des meuniers travaillant pour les seigneurs s'y succèdent. En manque d'argent les seigneurs vendirent le moulin à MM. Lipmann et Weyl, juifs originaires de Westhoffen. De nombreux meuniers ont exploité sur ce site différents types de moulin dont l'avantage de l'époque était d'être au bord d'une rivière phréatique, eau limpide, débit constant, pas de gel...
Au fil du temps les meules ont servi à écraser du plâtre, du grains, du chanvre, la force motrice faisait tourner une scierie, une blanchisserie qui d'ailleurs a donné le nom particulier au pré en face du moulin "Bleich" ce qui signifie blanchir le linge qui était étendu dans le pré et qui séchait au soleil. À la fin du XIXe siècle, il y avait également sur ce site un élevage expérimental de saumon, élevage qui était suivi par l'administration de l'époque.
En 1898, le moulin fut acquis par la famille du propriétaire actuel (M. Herzog). Il ne reste aujourd'hui de l'époque qu'un bâtiment de 1796 sur lequel le moulin fut reconstruit. Il est toujours en activité et écrase surtout du blé bio, mais les meules ont été remplacées par des cylindres en métal.
On peut visiter le moulin lors des portes ouvertes à la mi-juin et également certains samedis. La vente de farine se fait au détail pour les particuliers.

### Auberge de l'Ill
Restaurant à deux étoiles, elle est dirigée par le chef Marc Haeberlin. En 1882, la famille Haeberlin tient une guinguette à l'enseigne de L'Arbre Vert. Différents plats sont proposés, de la friture, du gibier de saison, des poissons marinés, des tartes aux fruits...
Ce restaurant sera détruit par la Seconde Guerre mondiale, et sera reconstruit en 1950. La renommée du restaurant grandit alors.
La première étoile est décernée en 1952, la deuxième en 1957 et la troisième en 1967. En 2017, l'Auberge de l'Ill, d'après le site La Liste, figure parmi les 1 000 meilleurs restaurants du monde avec un score de 98 %. 
En 2019, le restaurant perd sa troisième étoile.

## Galerie

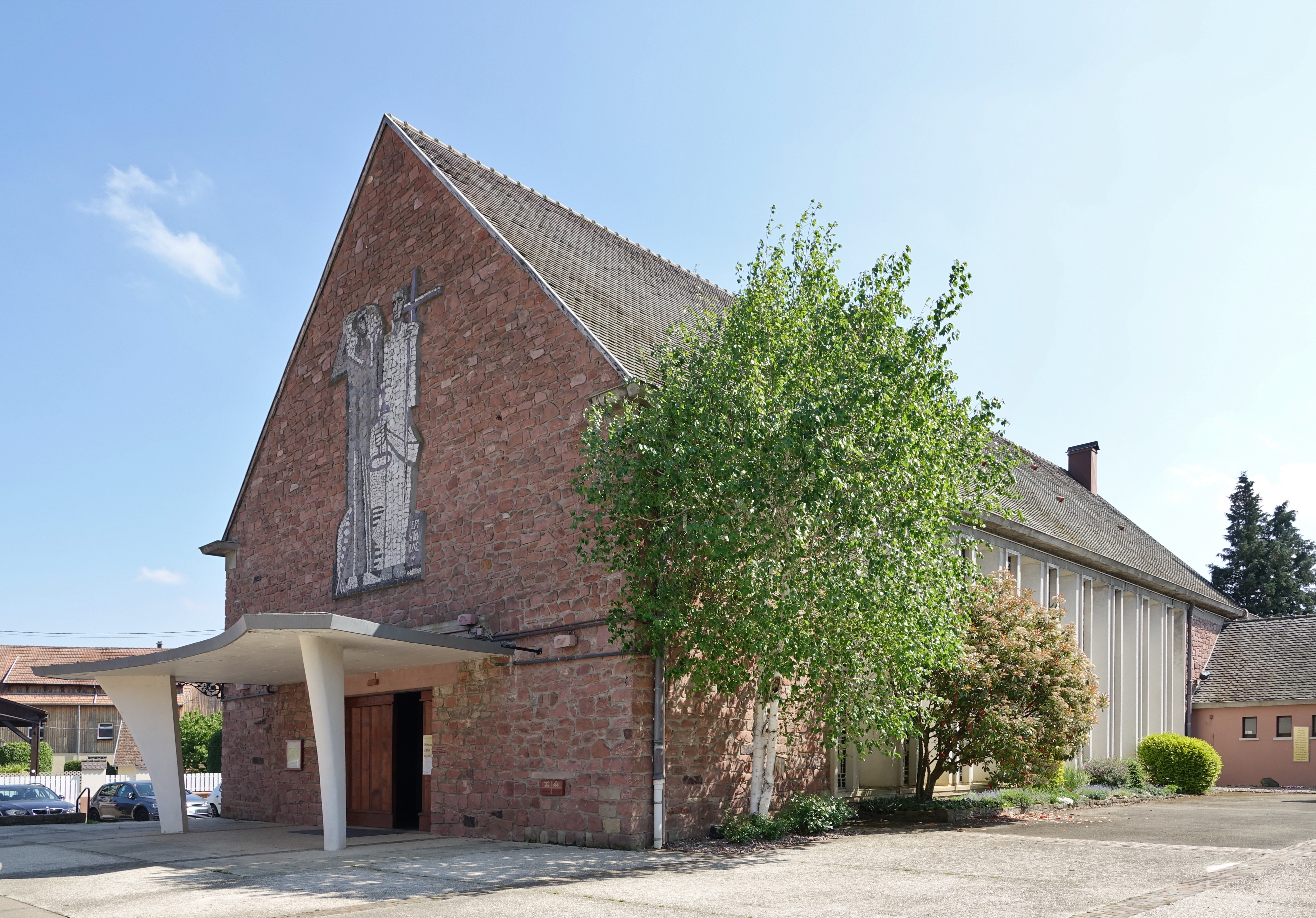
Église Saint-Pierre-et-Saint-Paul.
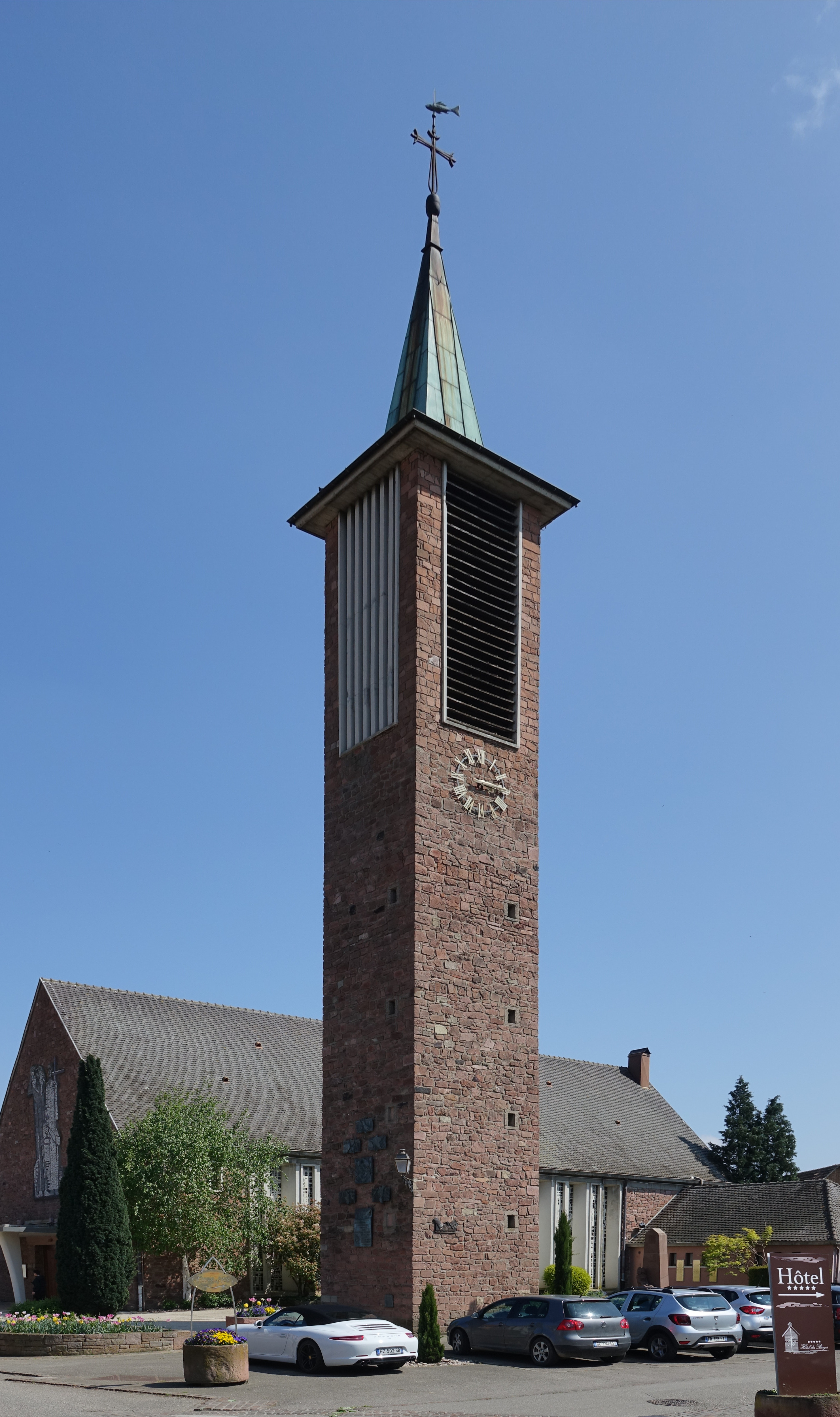
Clocher de l'église Saint-Pierre-et-Saint-Paul.
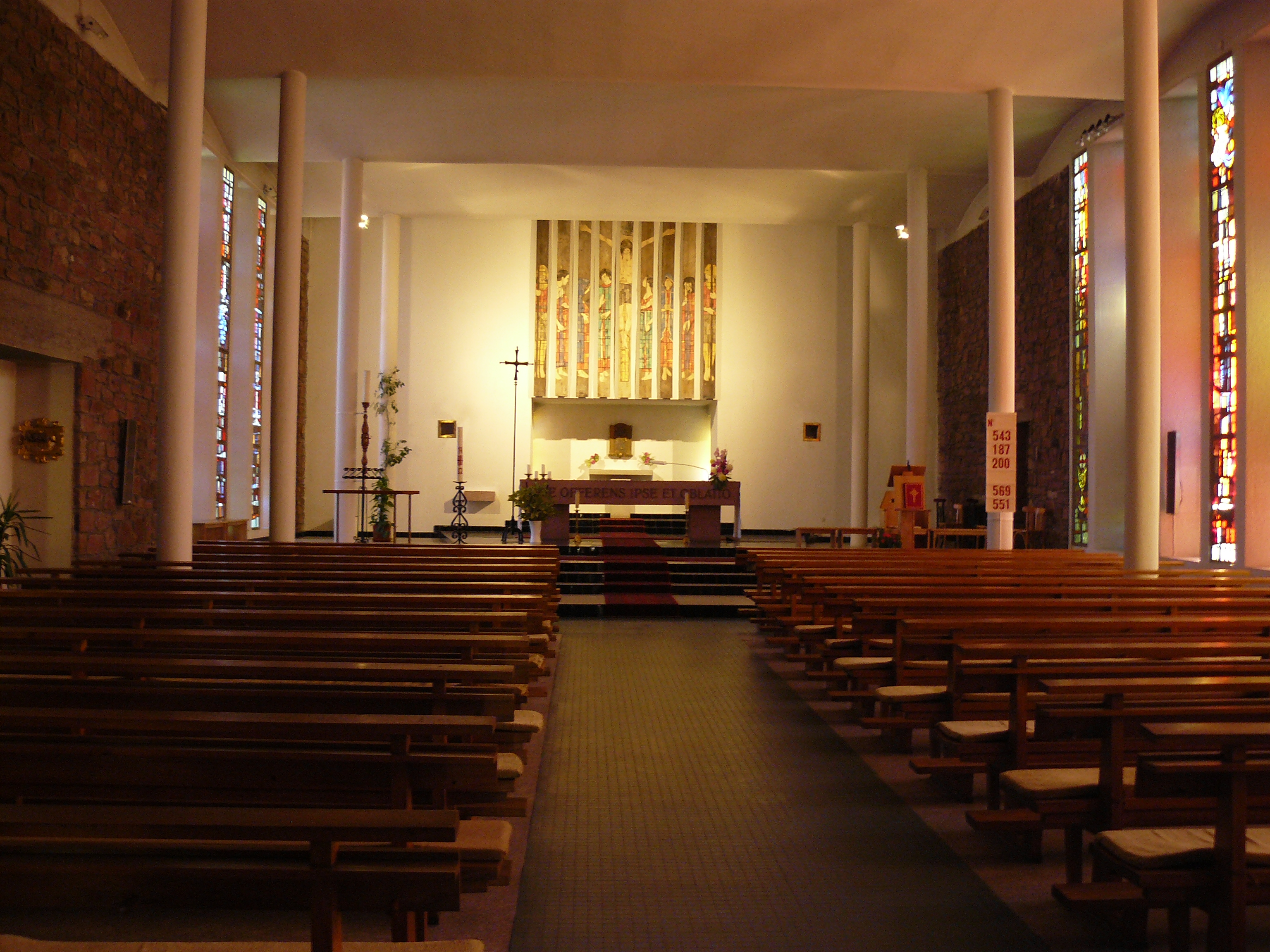
La nef de l'église.
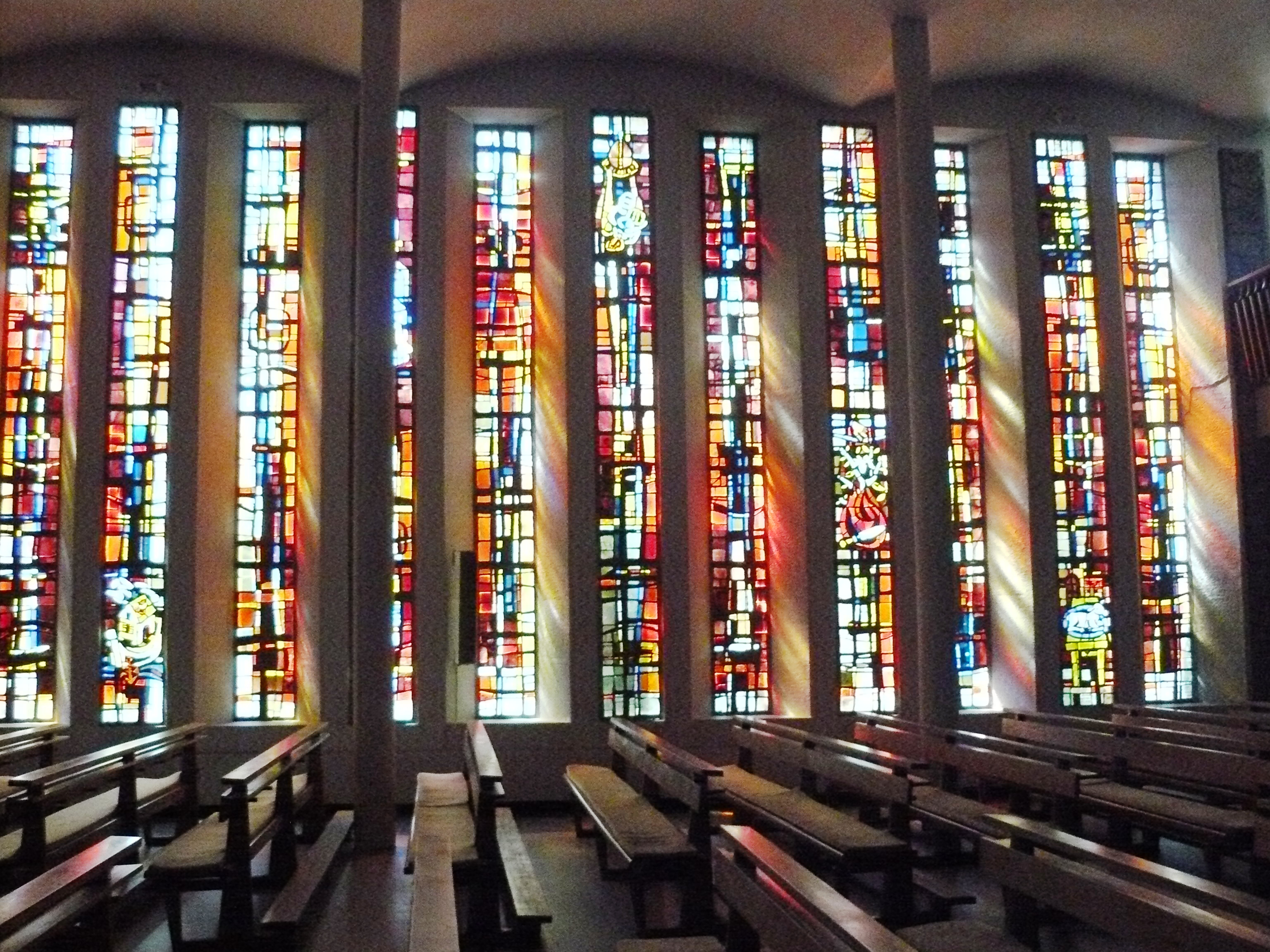
Les vitraux de l'église Saint-Pierre-et-Saint-Paul.
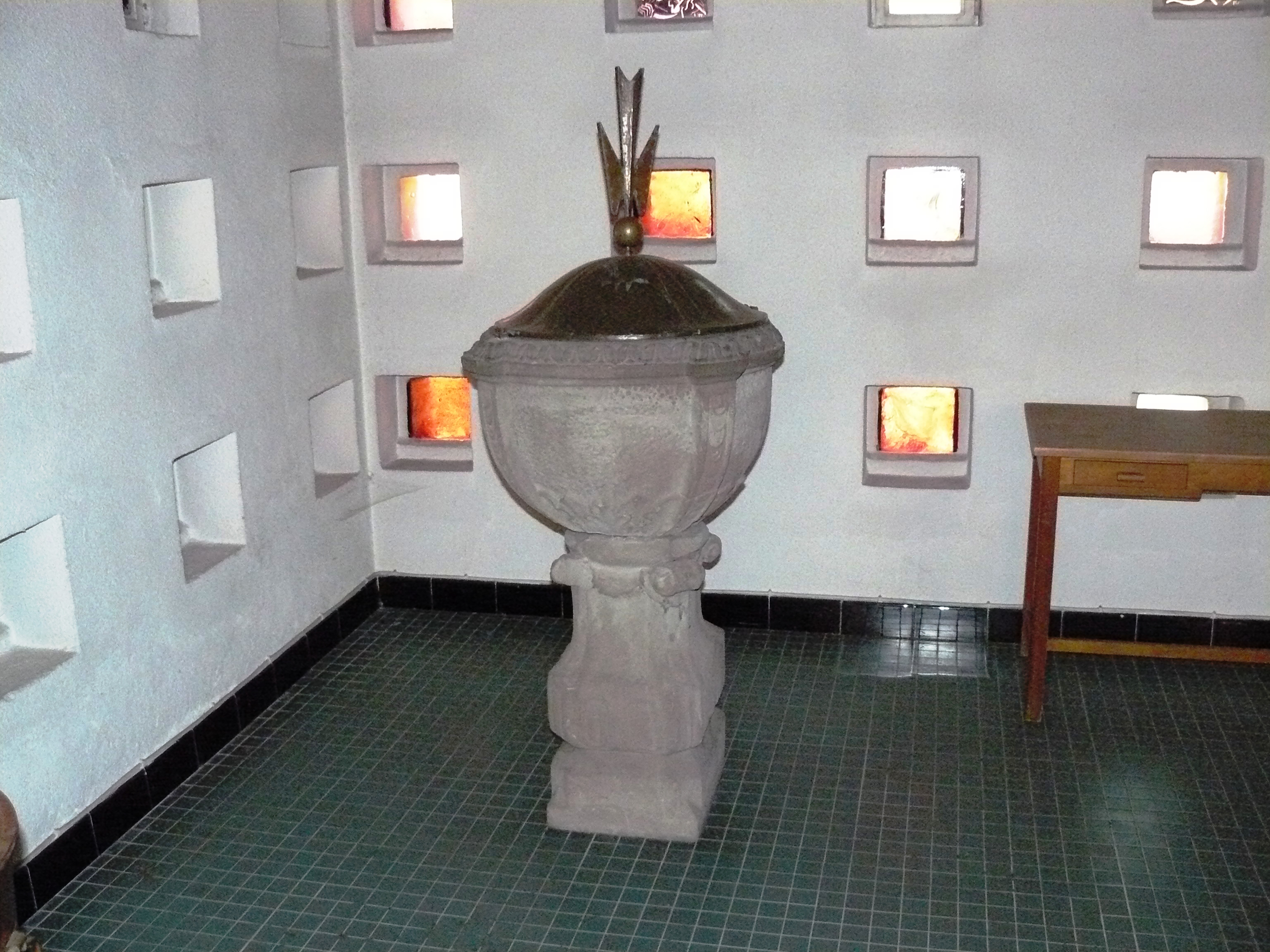
Les fonts baptismaux (XVIIIe siècle).
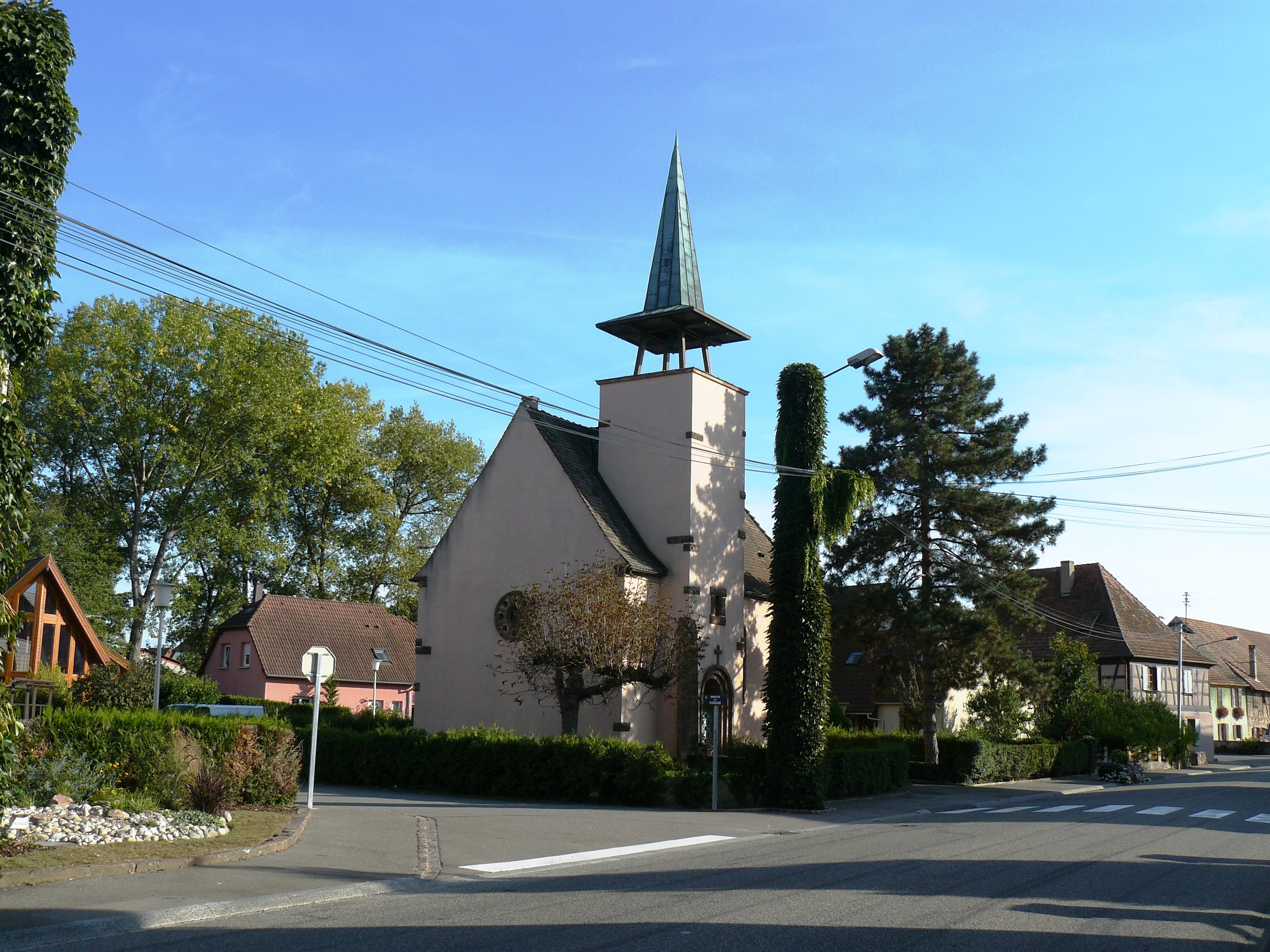
La chapelle protestante d'Illhaeusern.
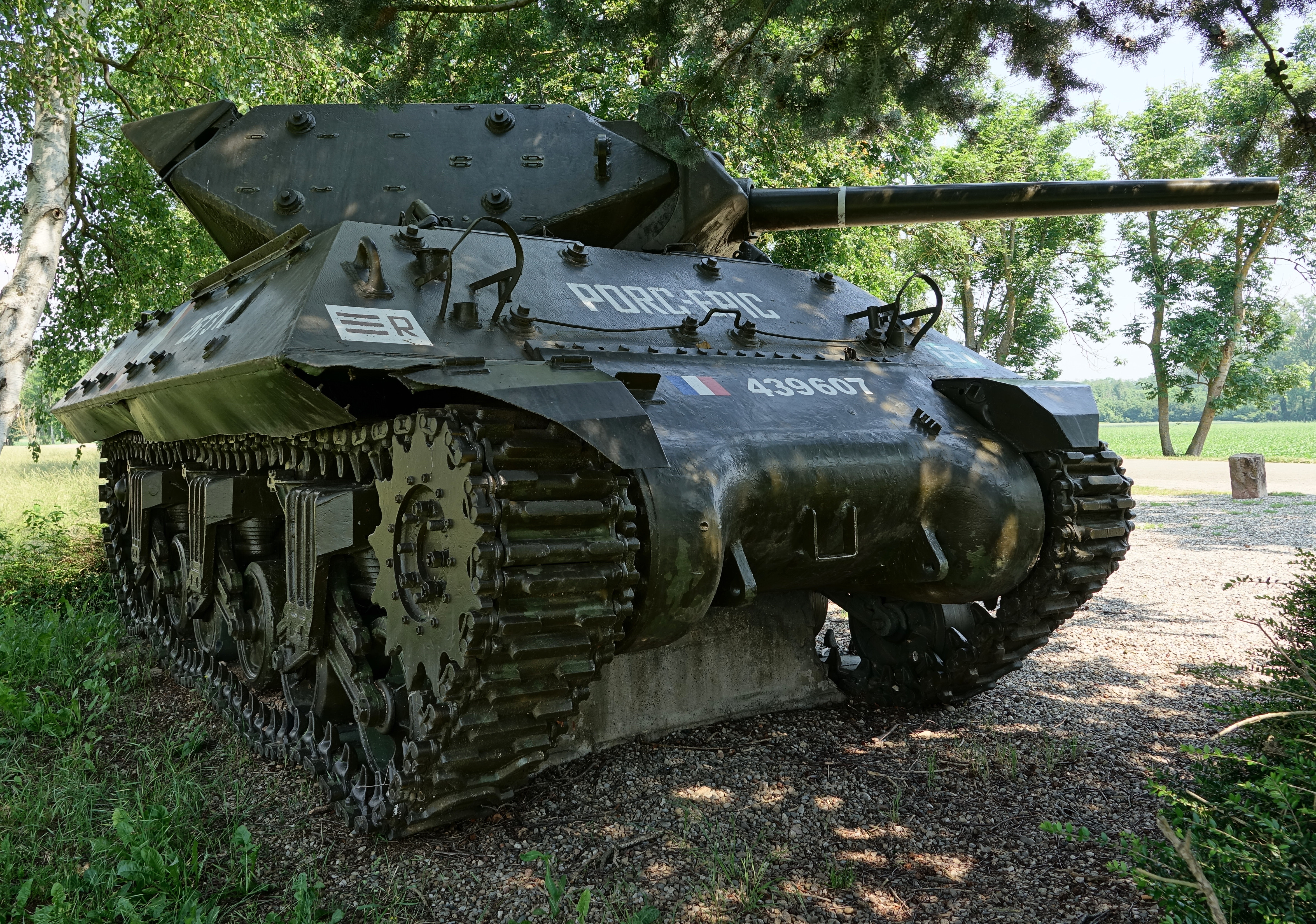
Char M10 « Porc-Épic » du 8e RCA restauré sur le lieu où il a été mis hors de combat le 26 janvier 1945.
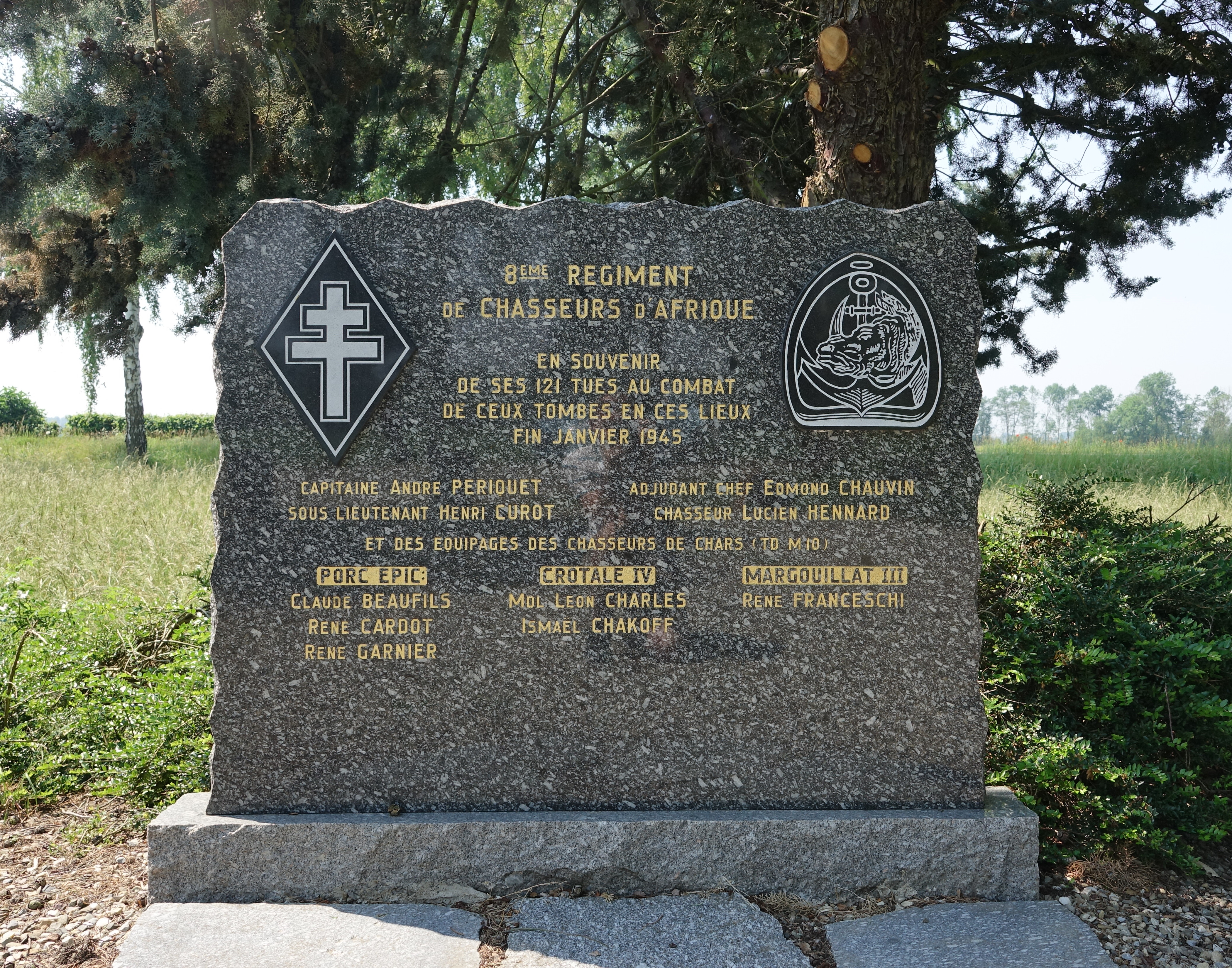
Monument aux morts de la Seconde Guerre mondiale.
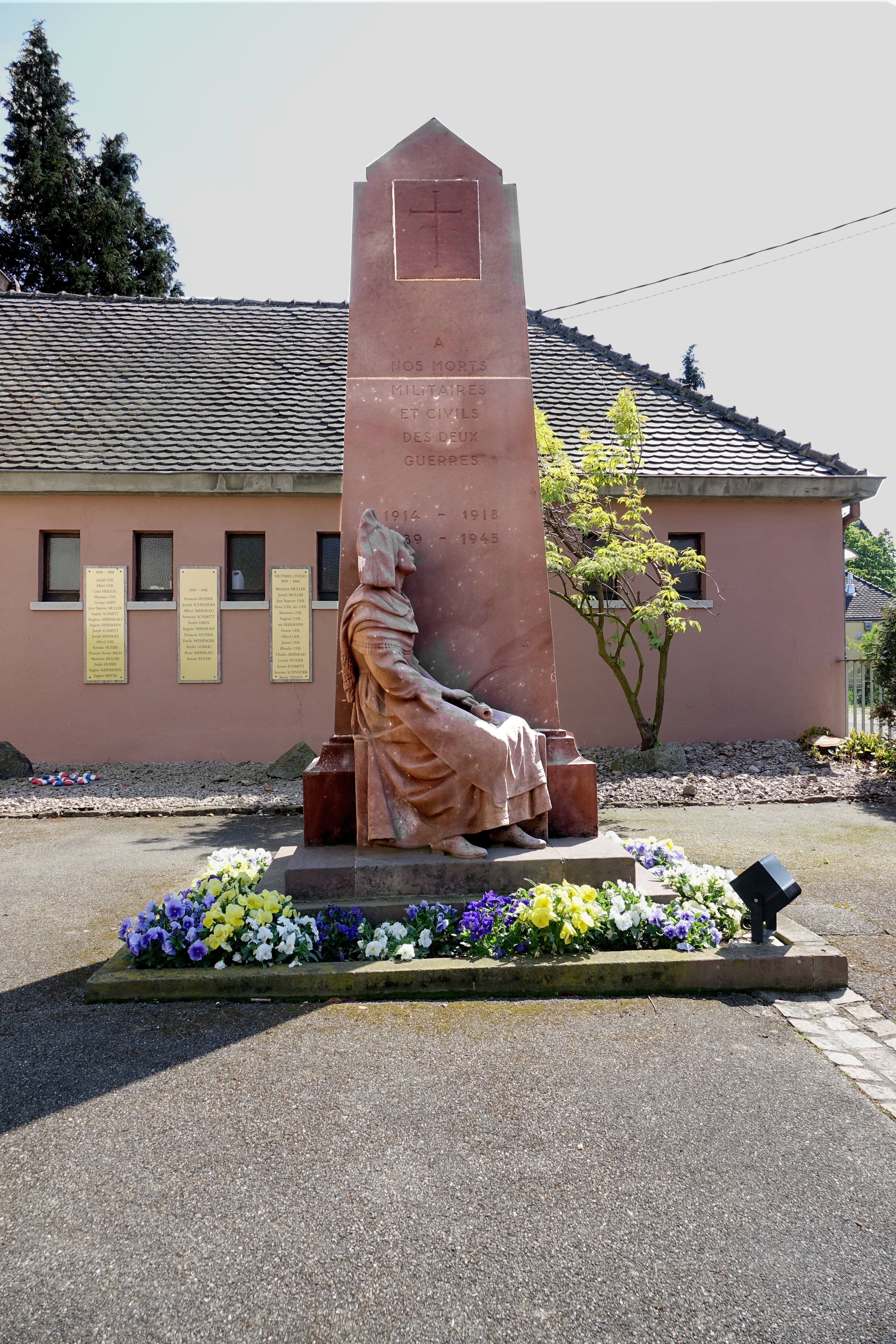
Le monument aux morts.
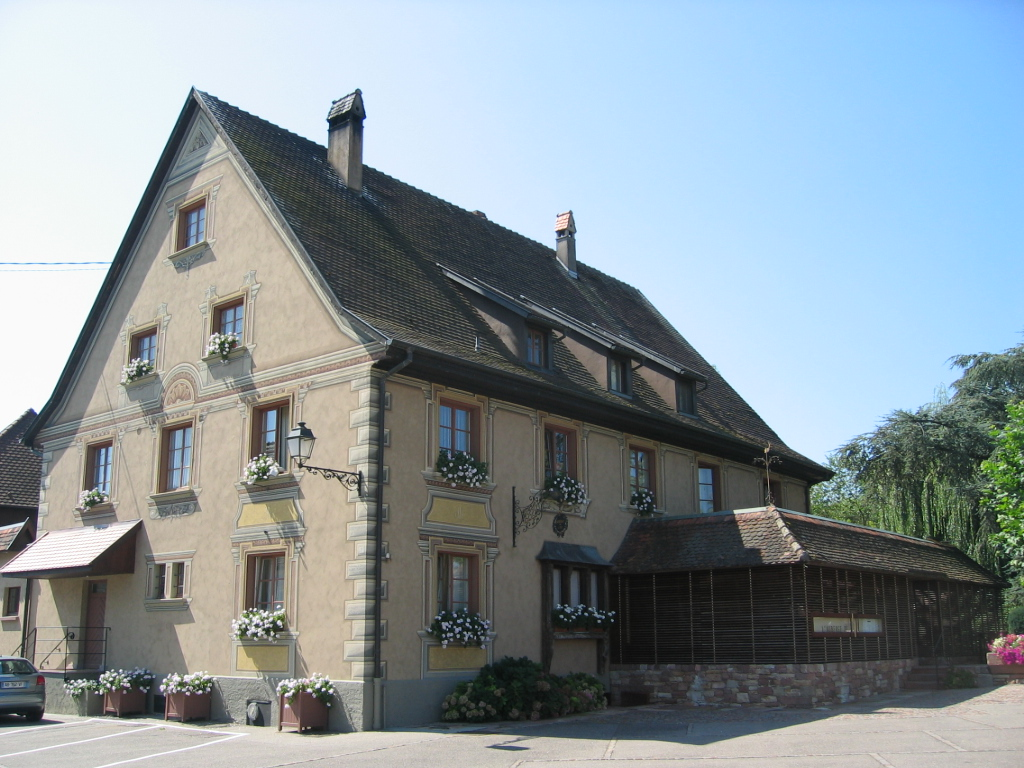
Auberge de l'Ill de Marc et Paul Haeberlin.
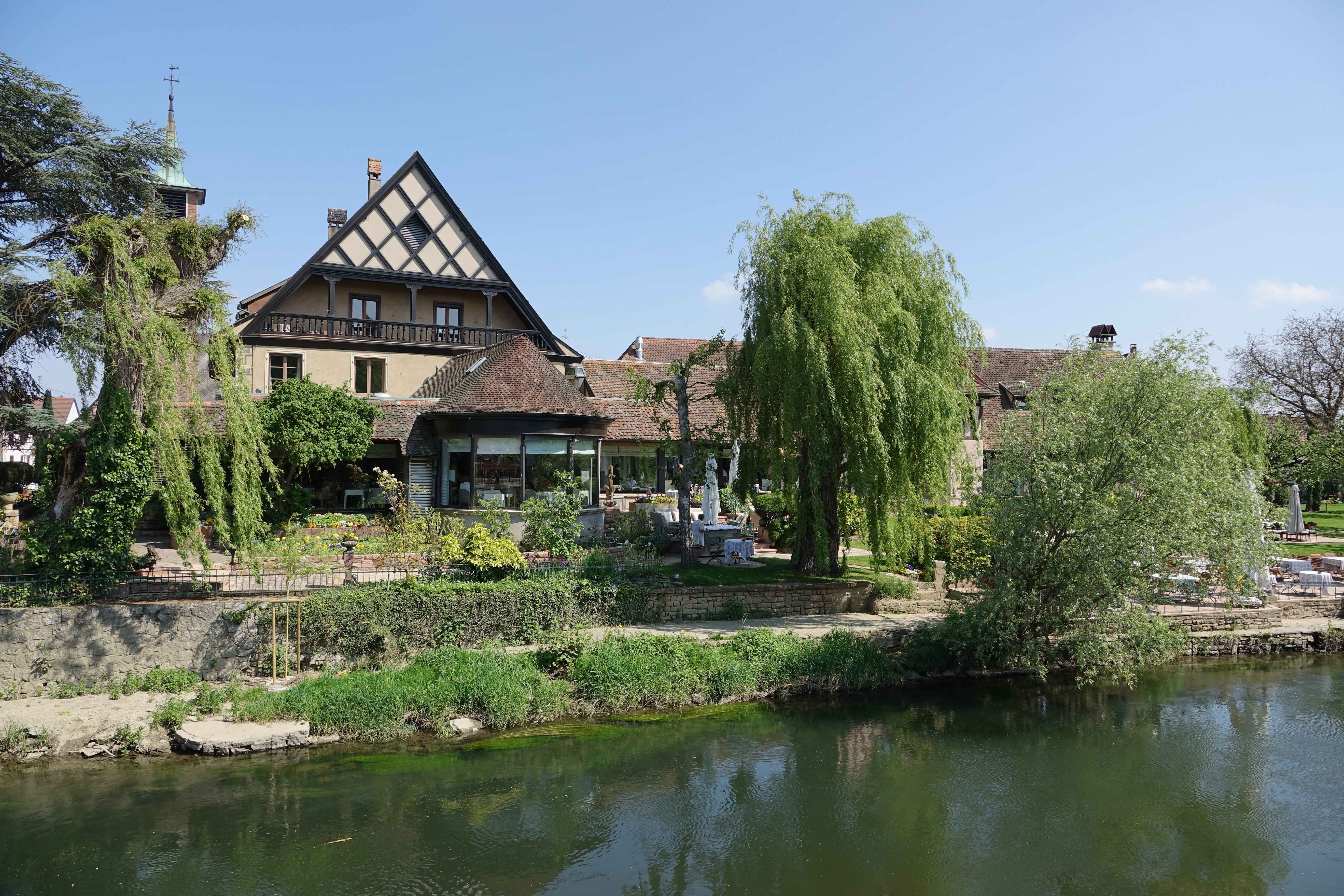
Auberge de l'Ill.

## Jumelages
- Collonges-au-Mont-d'Or (France) depuis 1967.

## Personnalités liées à la commune
- La famille de restaurateurs Haeberlin, 3 étoiles au Guide Michelin de 1967 à 2019, une des meilleures tables gastronomiques d'Alsace et de France.
- André Genet (1914-1945), Compagnon de la Libération, Médecin-capitaine au 2ème Bataillon de la Légion étrangère, grièvement blessé à Illhaeusern le 23 janvier 1945, décédé le 5 février 1945 à Châtenois.